# 竇抗
竇 抗（とう こう、生年不詳 - 621年）は、中国の隋から唐にかけての政治家・軍人。字は道生。本貫は扶風郡平陵県。竇威の従甥にあたる。

## 経歴
隋の洛州総管・陳国公の竇栄定の子として生まれた。母は隋の文帝の姉の万安公主。竇抗は姿かたちが美しく、性格は均整が取れており、図讖や史書に通じていた。文帝の外甥として重んじられ、太学に入学し、千牛備身・儀同三司となった。父が病気になると付き添い、束帯を五十日間ゆるめなかったという。父の喪にあたっては、過剰なまでに哀哭した。爵位を継いで、梁州刺史に累進した。岐州刺史・幽州総管を歴任し、寛容な統治で知られた。煬帝が即位し、漢王楊諒が乱を起こすと、竇抗は煬帝に疑われて、李子雄が代わりの幽州総管として派遣された。李子雄は竇抗が楊諒の信書を受けながら上奏しなかったと誣告した。取り調べによりそうした事実はなかったことが分かったが、けっきょく辞任に追いこまれた。 
竇抗と李淵は若いころから親しく、613年に楊玄感が乱を起こしたとき、竇抗は「玄感は我らに先んじただけです。李氏の名は図録にあり、天の教えるところです」と李淵に言った。李淵は、「禍は不吉なしるしから始まるもの。公は妄言してはいけない」と答えた。617年、煬帝が竇抗を霊武に派遣して長城を守らせていたとき、竇抗は李淵が長安を平定したと聞いて喜び、「わが家の婿どのは、闊達で大度あり、真に乱を定める主である」と言って、長安に帰還した。李淵は竇抗に会って喜び、「李氏が王となるという予言は当たったようだ」と言って握手した。酒をくみかわして音楽を鳴らし、竇抗は将作大匠に任じられた。618年、納言を兼ねた。 
竇抗は内廷に入って李淵と歓談することができ、李淵に兄と呼ばれ、唐の宮中では舅と称された。李淵の遊宴にいつも陪侍して、朝廷に出仕することを知らなかった。左武候大将軍に転じ、左右千牛備身大将軍を領知した。のちに李世民が薛挙を平定したときは、従軍して功績第一とされた。621年、王世充に対する征戦に従った。東都洛陽が平定されると、竇抗と従弟の竇軌は廟で叙勲された九人のうちに列した。同年のうちに宴会中に突然死した。司徒の位を追贈された。諡を密といった。 
子に竇衍・竇静・竇誕があり、竇衍が爵位を継いだ。

## 伝記資料
- 『旧唐書』巻六十一 列伝第十一「竇抗伝」
- 『新唐書』巻九十五 列伝第二十「竇抗伝」